# Gardenia lanutoo
Gardenia lanutoo là một loài thực vật có hoa trong họ Thiến thảo. Loài này được Reinecke mô tả khoa học đầu tiên năm 1898.